# Pella (Iowa)
Pella – miasto w Stanach Zjednoczonych, w stanie Iowa, w hrabstwie Marion. W 2000 liczyło 9832 mieszkańców.